# 卢思宇
卢思宇（2010年2月8日—）是中国大陆一名演员，因2017年出演电影《麻烦家族》而知名。

## 出演作品

### 电影
| 年度   | 片名         | 角色   | 備註        |
| 2017年 | 《麻烦家族》 | 文子涵 | [ 1 ] [ 2 ] |
| 2018年 | 《驯兔记》   | 皮皮鲁 |             |
| 2021年 | 《峰爆》     | 李晓剑 |             |
| 2021年 | 《红尖尖》   |        |             |

### 电视剧/网络剧
| 年度   | 劇名             | 角色         | 備註   |
| 2018年 | 《我的恶魔少爷》 | 小初七       | 网络剧 |
| 2019年 | 《不负时光》     | 包小包       |        |
| 2020年 | 《欢喜猎人》     | 饺子         |        |
| 2020年 | 《棋魂》         | 時光（少年） | 网络剧 |